# أسيميني
أسيميني، (بالإنجليزية: Assemini)، (سردينيا: Assèmini)، هي بلدية في مدينة كالياري متروبوليتان في منطقة سردينيا الإيطالية، وتقع على بعد حوالي 12 كم (7 ميل) شمال غرب كالياري، في نهر سكسيري، فلوميني مانو، و أنهار سانوكسيدا. ويشمل مساحة الغابات البارزة التي هي جزء من حديقة سولكس الإقليمية. لديها أيضا تقليد طويل في إنتاج السيراميك.

## السكان
تطور النمو السكاني لـ أسيميني